# Инце, Криста
Криста Тунде Инце (венг. Kriszta Tunde Incze; 15 мая 1996, Сфынту-Георге, Румыния) — румынская спортсменка венгерской национальности, борец вольного стиля, призёр чемпионатов Европы.

## Биография
Родилась в 1996 году. В 2013 году стала бронзовым призёром первенства мира среди кадетов. В 2014 и 2015 годах завоёвывала бронзовые медали первенства Европы среди юниоров. В 2016 году стала чемпионкой Европы среди юниоров.
В 2016 году завоевала серебряную медаль чемпионата мира среди студентов. В 2019 году стала серебряным призёром чемпионата Европы.
На чемпионате Европы 2021 года, который проходил в апреле в Варшаве, в весовой категории до 65 кг, румынская спортсменка завоевала бронзовую медаль.